# Magadha cervina
Magadha cervina är en insektsart som beskrevs av Ronald Gordon Fennah 1956. Magadha cervina ingår i släktet Magadha och familjen vedstritar. Inga underarter finns listade i Catalogue of Life.